# Maculiparia cerdai
Maculiparia cerdai är en insektsart som beskrevs av Frédéric Carbonell 2002. Maculiparia cerdai ingår i släktet Maculiparia och familjen Romaleidae. Inga underarter finns listade i Catalogue of Life.